# 검의 여왕과 낙인의 아이
《검의 여왕과 낙인의 아이》(剣の女王と烙印の仔)는 일본의 라이트 노벨이다. 저자는 스기이 히카루이며 유니가 일러스트를 담당했다. MF문고 J(미디어 팩토리)에서 2009년 4월부터 2011년 11월까지 발행되었으며, 대한민국에서는 L 노벨(디앤씨미디어)에서 발행되고 있다. 만화는 월간 코믹 플래퍼 1월호부터  그림으로 연재되고 있다.

## 개요
중세 유럽 스타일의 가상 세계를 무대로 한 판타지 전기이다. 강대한 왕국과 공국들이 벌이는 남북 전쟁을 배경으로 자신 미래의 위협을 예견하는 소녀 미네르바와 주위 사람들의 운명을 먹는 힘을 가진 소년 크리스토퍼의 이야기를 그린다.
작품 속에서는 많은 신들이 나오는데, 이들은 모두 로마 신화나 그리스 신화의 신들로부터 이름을 취했다.

## 줄거리
내전이 한창인 성왕국의 용병 크리스토퍼는 어떤 전장에서도 혼자서만 살아남기 때문에 '별 먹는 자(星喰らいの獣)라 불리며 두려움을 받는다. 어느 날, '소금 뿌리기(塩撒き)'라 불리는 소녀 미네르바를 만난다. 미네르바는 크리스토퍼를 '자신을 죽일 자'라고 부르며 전투를 피하지만, 패한 것은 미네르바가 아니라 크리스토퍼였다. 놀란 미네르바에게 연행된 크리스토퍼는 자카리아 공국의 '은란 기사단(銀卵騎士団)'에 입단하게 된다.

## 등장인물

### 은란(銀卵)기사단
크리스토퍼
애칭은 '크리스'. 용병으로는 어울리지 않게 작고 여려보이는 외모때문에 비웃음의 대상이되기도 하지만, 모든 전투에서 반드시 살아남으며, 적군이든 아군이든 전멸시킨다고하여 별을 먹는 자라 불리며 적아 구분없이 공포의 대상이되는 소년. 타인의 행복을 집어삼키는 '짐승의 운명'에서 도망치기위해 한 곳에 머무르지 못하고 전쟁터를 전전하다가, 짐승에게 운명을 삼켜지고도 살아남은 미네르바와 만나며 그녀를 따르기 시작한다.

미네르바
애칭은 '미나'. 자신이 죽는 미래를 보는 소녀. 은란 기사단의 근위대. 결코 피할 수 없다는 운명에서 타인을 끌어들이지 않기위해 홀로 적진에 돌입하여 크리스와 마주하고, 자신이 죽게 되는 전투를 벌이지만 살아남고 자신을 죽이려 한 크리스를 포로로 잡아 노예로 삼는다. 자신의 키보다 크고 두꺼운 대검을 자유자재로 휘두르는 은란 기사단 최강의 검사로 하얀 옷을 입은 탓에 '소금 뿌리기'라고 불린다.

프란체스카 다 자카리아
은란기사단의 단장. 애칭은 '프란'. 7대공 중 자카리아 가의 딸로 여성이 경시되기 쉬운 중세시대의 기사단에서도 최고의 지휘력을 선보인다. 일명 '자카리아의 암여우'로 불리는 불세출의 전략가로, 일반적인 작전회의가 있을 경우 그 자리에 모인 남성지휘관 전부의 전공을 합친 것보다도 많은 전공을 갖고있지만, '아름다운것은 죽지 않는다'라고하며 적군출신이며 '별을 먹는자'라는 공포의 이름을가진 크리스를 예쁘게 생겼다는 이유만으로 근위대로 삼는 부하들이 골치아픈 취향을 갖고도 있다.

질베르토
애칭은 '질'. 미네르바 다음가는 실력자. 프란의 개인 호위병이기도 하며, 은란 기사단의 No.2이기도 하다. 냉철한 성격이며 주위 정보에도 밝아 지휘부에서 크리스를 가장 경계하던 자이기도 했지만, 크리스가 프란을 지켜낸 이후 자신의 애검을 맡기고 '살아남아서 돌려줘라'(=무사히 살아 돌아와라)라고 말할정도로 따스한 일면을 가지기도 했다.

파올라
은란 기사단의 위생병. 여린 일면 때문에 마스코트 취급을 받기 쉬우나, 사실상 프란의 '그림자역'으로 활동할 수 있을정도의 지휘력과 전술을 발휘하기도 한다. 그러나 그녀의 진면목은 역시나 위생병의 역할을 할 때이며, 닥터스톱을 듣지 않는 환자는 침대에 꽁꽁 묶어놓으려 할 정도로 과격하고 적극적으로 변신해버린다.

니콜로
은란 기사단의 의무관. 뛰어난 의술을 갖고있지만 가볍고 여자를 밝히는 성격. 스승으로서 파올라의 의술이 발전하는 것을 기뻐하는 한편, 그 탓에 자신이 여성진을 진료하지 못하게 된 것을 괴로워하는 골칫거리이기도 하다. 단순한 의무관이라고는 볼 수 없을 정도의 뛰어난 암기술을 가지고 있어, 때때로 전투를 돕기도 한다.

### 성왕국
실비아
성왕국의 여왕. 미네르바의 쌍둥이 동생이기도 하다. 여린외형과 소극적인 성격과는 달리 언니인 미네르바를 위할 때에는 강인한 면모를 갖고있다.

줄리오 제미니아니
여왕의 수호기사. 성왕국 기사들의 위치에서도 최고의 실력을 상징하는 '백장미'의 휘장을 소유하고 있다. 여성이라고 착각할 정도로 아름다운 외형을 가졌지만 그 누구보다 기사도를 숭상하며 올곧은 성격을 갖고있다.

코넬리우스 에피메쿠스

듀로니우스 에피메쿠스

갈레리우스 네로스

루키우스 그레고리우스

티베리우스 네로스

메르쿠리우스 에피메쿠스
코넬리우스의 조카. 12살이라는 나이에 최연소로 장미문장을 획득했고, 각인을 각성한 소년. 제멋대로이지만 천진하고 자신을 떠난 부모를 갈망하는 어린아이다운 면모를 보이기도 한다.

히에로니히카

알비레오스

네로비로 칸나바로

칼라
최강의 검사. 전술, 검술 등 모든분야에서 뛰어난 자로, 그 전투력은 '각인'을 가진 사람들조차 감히 승리를 장담할 수 없을 정도이다. 자질이있는 이를 가르치는것을 즐기는데다 정치적 경계를 전혀 신경쓰지 않아 사실상 적군에 해당하는 미네르바, 질, 프란을 가르치기도 하였다. 성왕국에서는 줄리오의 스승. 파올라가 '미네르바와 질베르토가 2명씩 사방에서 포위공격해도 이길사람'이라고 평가할 수준이다.

유리아

### 앙골라 제국
아나스타샤

## 단행본 목록

### 소설
- 검의 여왕과 낙인의 아이 I
  - 일본 : 2009년 4월 30일 발매 / ISBN 978-4-8401-2755-4
  - 대한민국 : 2010년 8월 10일 발매 / ISBN 978-89-267-9076-2
- 검의 여왕과 낙인의 아이 II
  - 일본 : 2009년 7월 31일 발매 / ISBN 978-4-8401-2844-5
  - 대한민국 : 2010년 9월 10일 발매 / ISBN 978-89-267-9082-3
- 검의 여왕과 낙인의 아이 III
  - 일본 : 2009년 10월 31일 발매 / ISBN 978-4-8401-3059-2
  - 대한민국 : 2010년 10월 8일 발매 / ISBN 978-89-267-9094-6
- 검의 여왕과 낙인의 아이 IV
  - 일본 : 2010년 1월 25일 발매 / ISBN 978-4-8401-3162-9
  - 대한민국 : 2011년 1월 10일 발매 / ISBN 978-89-267-9115-8
- 검의 여왕과 낙인의 아이 V
  - 일본 : 2010년 5월 31일 발매 / ISBN 978-4-8401-3404-0
  - 대한민국 : 2011년 2월 10일 발매 / ISBN 978-89-267-9124-0
- 검의 여왕과 낙인의 아이 VI
  - 일본 : 2010년 9월 25일 발매 / ISBN 978-4-8401-3506-1
  - 대한민국 : 2011년 3월 10일 발매 / ISBN 978-89-267-9136-3
- 검의 여왕과 낙인의 아이 VII
  - 일본 : 2011년 2월 25일 발매 / ISBN 978-4-8401-3817-8
  - 대한민국 : 2011년 5월 10일 발매 / ISBN 978-89-267-9156-1
- 검의 여왕과 낙인의 아이 VIII
  - 일본 : 2011년 11월 25일 발매 / ISBN 978-4-8401-4296-0
  - 대한민국 : 2012년 3월 10일 발매 / ISBN 978-89-267-9243-8